# 任达重
任达重（1985年12月12日—），曾经是中国职业足球运动员，司职前锋，2008年因伤退役。

## 俱乐部生涯
任达重在广州足球队接受青训，并在2003-04赛季和2004-05赛季两度代表广州二队参加香港甲组足球联赛，2005年正式成为广州一线队球员。任达重在俱乐部主要担任卢琳替补，2005赛季卢琳参加国青队集训时获得数次出场机会。但在2006赛季和2007赛季出场机会寥寥。
2007赛季结束后，任达重被广州医药队挂牌。2008年1月9日，他前往深圳上清饮接受试训，但1月23日，任达重在深圳队和上海群英的训练赛中骨折，不得不离开绿茵场。